# 푸앵카레 재귀정리
수학에서 푸앵카레 재귀정리(Poincaré再歸定理, 프랑스어: Théorème de récurrence de Poincaré, 영어: Poincaré recurrence theorem)란, 특정한 계는 충분한 시간이 지난 후에는 초기상태와 아주 가까운 상태로 회귀한다는 내용의 정리이다. 푸앵카레 재귀시간(Poincaré recurrence time)은 재귀가 일어날 때까지 걸리는 시간을 뜻한다. 물리학에서는 에너지가 보존되는 물리적 계에 관해 응용된다. 주로 에르고딕 이론·동역학계 이론·통계역학 등에서 다루어진다.

## 역사
앙리 푸앵카레가 1890년 논문에서 증명하였다.

## 형식적인 기술
{\displaystyle (X,\Sigma ,\mu )}를 유한 측도 공간, {\displaystyle f\colon X\to X}를 측도보존 변환이라 하자. 그러면 푸앵카레 재귀정리는 아래의 두 가지 판본으로 기술할 수 있다.

### 정리 1
임의의 {\displaystyle E\in \Sigma } 에 대하여, {\displaystyle f^{n}(x)\notin E}를 모든 {\displaystyle n>0}에 대해 만족하는 {\displaystyle E} 의 점 {\displaystyle x} 들의 집합은 영측도이다. 즉, {\displaystyle E} 의 거의 모든 점은 {\displaystyle E} 로 재귀한다. 나아가 거의 모든 점들은 무한 번 재귀하는데, 이는,
{\displaystyle \mu \left(\{x\in E:{\mbox{ there exists }}N{\mbox{ such that }}f^{n}(x)\notin E{\mbox{ for all }}n>N\}\right)=0.}
이 성립함을 뜻한다.

### 정리 2
재귀정리의 다른 판본은 위상수학적인데, 다음과 같다.
만약 {\displaystyle X} 가 제2 가산 하우스도르프 공간이고 {\displaystyle \Sigma } 가 그 보렐 대수를 포함한다면, {\displaystyle f} 의 재귀하지 않는 점들은 영측도이다. 다시 말해, 거의 모든 점들이 재귀한다.

## 양자역학적 푸앵카레 재귀정리
에너지 준위가 이산적인 양자역학적 계에 대해서도 비슷한 정리가 성립한다. 이는 다음과 같다.
상태 벡터 {\displaystyle |\psi (t)\rangle }가 초기 상태 {\displaystyle |\psi (0)\rangle }의 시간 변화라고 하자. 임의의 허용 오차 {\displaystyle \epsilon >0}과 {\displaystyle T_{0}>0}에 대하여, 다음 두 조건을 만족시키는 시간 {\displaystyle T}가 존재한다.
- {\displaystyle T>T_{0}}. 즉, {\displaystyle T}는 {\displaystyle T_{0}} 이후이다.
- {\displaystyle \left\||\psi (T)\rangle -|\psi (0)\rangle \right\|<\epsilon }. 즉, 시각 {\displaystyle T}에서 상태 벡터 {\displaystyle \psi (t)}는 초기 상태로 오차 {\displaystyle \epsilon }이내로 돌아온다.

## H 정리와의 관계
루트비히 볼츠만은 1872년 열역학 제2법칙을 원자론적으로 해명하려고 시도하는 H 정리를 발표하였다. 이에 대하여 에른스트 체르멜로는 1896년 푸앵카레 재귀정리를 근거로 하여 비판하였으며, 이는 그보다 이전인 1876년 요한 요제프 로슈미트가 비슷한 내용으로 로슈미트의 역설을 발표하여 비판하였던 것과 관련이 있다.

## 같이 보기
- 에르고딕 가설
- H 정리
- 로슈미트의 역설
- 재귀 주기 밀도 엔트로피(recurrence period density entropy)
- 방황 집합(Wandering set)